# Nannodota minuta
Nannodota minuta är en fjärilsart som beskrevs av Rothschild 1910. Nannodota minuta ingår i släktet Nannodota och familjen björnspinnare. Inga underarter finns listade i Catalogue of Life.